# Orsasjön
Orsasjön (Orsa-meer) is een meer in de Zweedse provincie Dalarnas län. Het is 14 km lang en 6,5 km breed. De oppervlakte bedraagt 53 km² en de maximale diepte 94 meter. De belangrijkste plaats aan het meer is Orsa.
Orsasjön is net als het aangrenzende meer Siljan, waarmee het in verbinding staat, en nog een aantal kleinere meren ontstaan door de inslag van een meteoriet. Deze meren geven tezamen de omtrek aan van een inslagkrater met een doorsnede van 55 km². Het is daarmee de grootste inslagkrater van Europa. De ouderdom ervan wordt geschat op 365 miljoen jaar.
Vänermeer (5.648 km²) · Vättermeer (1.893 km²) · Mälarmeer (1.140 km²) · Hjälmarmeer (484 km²) · Storsjön (464 km²) · Siljan + Orsasjön (354 km²) · Torneträsk (330 km²) · Hornavan (220-283 km²) · Uddjaure (190-250 km²) · Bolmen (184 km²)